# 豊嶋真千子・岩田光央 アスパラFUN!!
豊嶋真千子・岩田光央 アスパラFUN!!（とよしままちこ・いわたみつおのアスパラファン）は、2001年10月 - 2003年9月までラジオ大阪、文化放送（2001年10月 - 2002年3月）、ラジオ日本（2002年4月 - 2003年9月）で放送されていたラジオ番組である。

## 概要
1998年10月から2001年9月までラジオ大阪製作で放送されていた『豊嶋真千子Earthly Paradise』（とよしままちこアースリーパラダイス）のリニューアル版であり、当番組のパーソナリティである豊嶋真千子に加え、岩田光央もパーソナリティとして出演。
2人の名前と前番組のタイトルの略称「アスパラ」をとって、このような番組名となった。
近畿エリアと関東エリアで放送されていたが、関東エリアでは2002年春の改編で放送される局が文化放送からラジオ日本にチェンジされた。
長らく近畿エリア（ラジオ大阪）では60分、関東エリア（文化放送、ラジオ日本）では後半30分のみの放送であったが、末期の半年間はいずれも30分の放送枠となった。
深夜番組であり、さらにヨゴレ声優である岩田の存在ゆえに下品トークは多かったものの、後述する「まち倫」のコーナーなど真面目にトークする所もあった。

## 放送時間

### Earthly Paradise
- 1998年10月 - 1999年3月：日曜 25:00 - 26:00
文化放送では、1998年10月 - 1999年3月：日曜 25:00 - 25:30。
- 1999年4月 - 2001年9月：日曜 24:00 - 25:00

| 文化放送 毎週日曜日 25:00 枠                                                                             | 文化放送 毎週日曜日 25:00 枠                                 | 文化放送 毎週日曜日 25:00 枠                                                                |
| 前番組                                                                                                   | 番組名                                                       | 次番組                                                                                      |
| --- | ------------------------------------------------------------ | ------------------------------------------------------------------------------------------- |
| 同級生恋愛専科 （1996年10月13日 - 1998年4月5日） ↓ 木村亜希子 恋愛候補生East （1998年4月12日 - 10月4日） | 豊嶋真千子Earthly Paradise （1998年10月11日 - 1999年4月4日） | ヘキサムーン・ガーディアンズ 〜喜久子・麻里安のお月様にお願い〜 （1999年4月11日 - 10月3日） |

### アスパラFUN!!
- 2001年10月 - 2002年3月
  - ラジオ大阪：日曜 24:00 - 25:00
  - 文化放送：木曜 25:30 - 26:00
- 2002年4月 - 2003年3月
  - ラジオ大阪：日曜 24:00 - 25:00
  - ラジオ日本：火曜25:30 - 26:00
- 2003年4月 - 9月
  - ラジオ大阪：木曜 24:30 - 25:00
  - ラジオ日本：月曜 25:30 - 26:00

| 文化放送 毎週木曜日 25:30 枠                                           | 文化放送 毎週木曜日 25:30 枠                                  | 文化放送 毎週木曜日 25:30 枠                   |
| 前番組                                                                 | 番組名                                                        | 次番組                                         |
| ---------------------------------------------------------------------- | ------------------------------------------------------------- | ---------------------------------------------- |
| いきなりッ!?コージー現場 品川庄司のいずれは２時間! （2001年4月 - 9月） | 豊嶋真千子・岩田光央 アスパラFUN!! （2001年10月 - 2002年3月） | ぴたぴたエンジェル♪ （2002年4月4日 - 10月3日） |

## スポンサー
- ケイエスエスグループ

ラジオ大阪枠
- アミューズメントメディア総合学院（前半30分、2003年3月まで）

## コーナー
アミューズメントメディア総合学院学生参加コーナー
2003年3月まで前半30分の一部コーナーにはアミューズメントメディア総合学院の学生が出演、その中には米澤円もいた。ラジオパーソナリティの実習的なコーナーが存在していた。2003年4月より「岩田光央・鈴村健一 スウィートイグニッション」がスタートしてからはそちらに同様のコーナーが誕生し、本番組は30分に枠を縮め当コーナーも廃止されたため、事実上2003年春の改編でコーナー、スポンサーの移行が行われたことになる。
まちこ倫理協会（通称「まち倫」）
あるテーマに基づいてリスナーに意見を募り、真剣に話し合うコーナー。
SEいわたクイズ
テープから流れる音を聞いて、岩田が何をしているのかを想像し当てるというコーナー。ルールは単純だが正解かどうかの判定は非常にシビアで、「○○をしている岩田光央」という形の答えでなければ問答無用で不正解の扱いをされた。なお、ピタリ正解のリスナーには金賞として岩田、豊嶋いずれかの私物がプレゼントされた。また、不正解のリスナーに対しても「銀」「銅」「鉄」「鉛」「砂」など、正解との近さによって差別化されていた。銀であっても景品は何もない。また、あまりにも惜しい答えだった場合は「銀以上金未満」の意味を込めて「全（ぜん）」なるランクも存在した。
一時期、豊嶋が出題を担当したこともあり、その場合は「金」「銀」・・・のランクが「シメサバ」「ワサビ」など寿司ネタになっていた。正解がシメサバである理由は、シメサバが豊嶋の好物であったことに因む。
替え歌道場 君もカモ～ン
リスナーに替え歌を投稿してもらい、出し合うコーナー。特に勝敗や景品などはなかった。末期の目玉的コーナー。
ちょこっとコラボ（略称「ちょコラ」）
末期の目玉的コーナー。コラボレーション（いわゆる合成・合作）のアイデアをリスナーに募集し、披露し合うコーナー。非現実的なものもあれば、外国では既に実用化されているものもあったり、携帯電話とラジオのコラボレーションというアイデアは放送当時日本では実用化されておらず、カナダ等では実用化されていたが後に日本でもNTTドコモにより「RADIDEN」（ラジデン）として実用化されている。
まちりんず・あい
豊嶋が少しの間、1人で真面目に語るコーナー。当番組以前に豊嶋が担当していたラジオ番組「To Heart」などから継続。「瞳と光央の爆発ラジオ」内に存在したコーナー「瞳の中の瞳」と概要は同じ。番組終盤に組まれていた。

## 企画・イベント等
- 2001年12月31日（月）・2002年1月1日（火）「今年もヤルぞ!!いこまの陣」として公開録音。
生放送ではなく完パケでありながら、カウントダウンを兼ねて実施された。